# Carl Adolf Mende

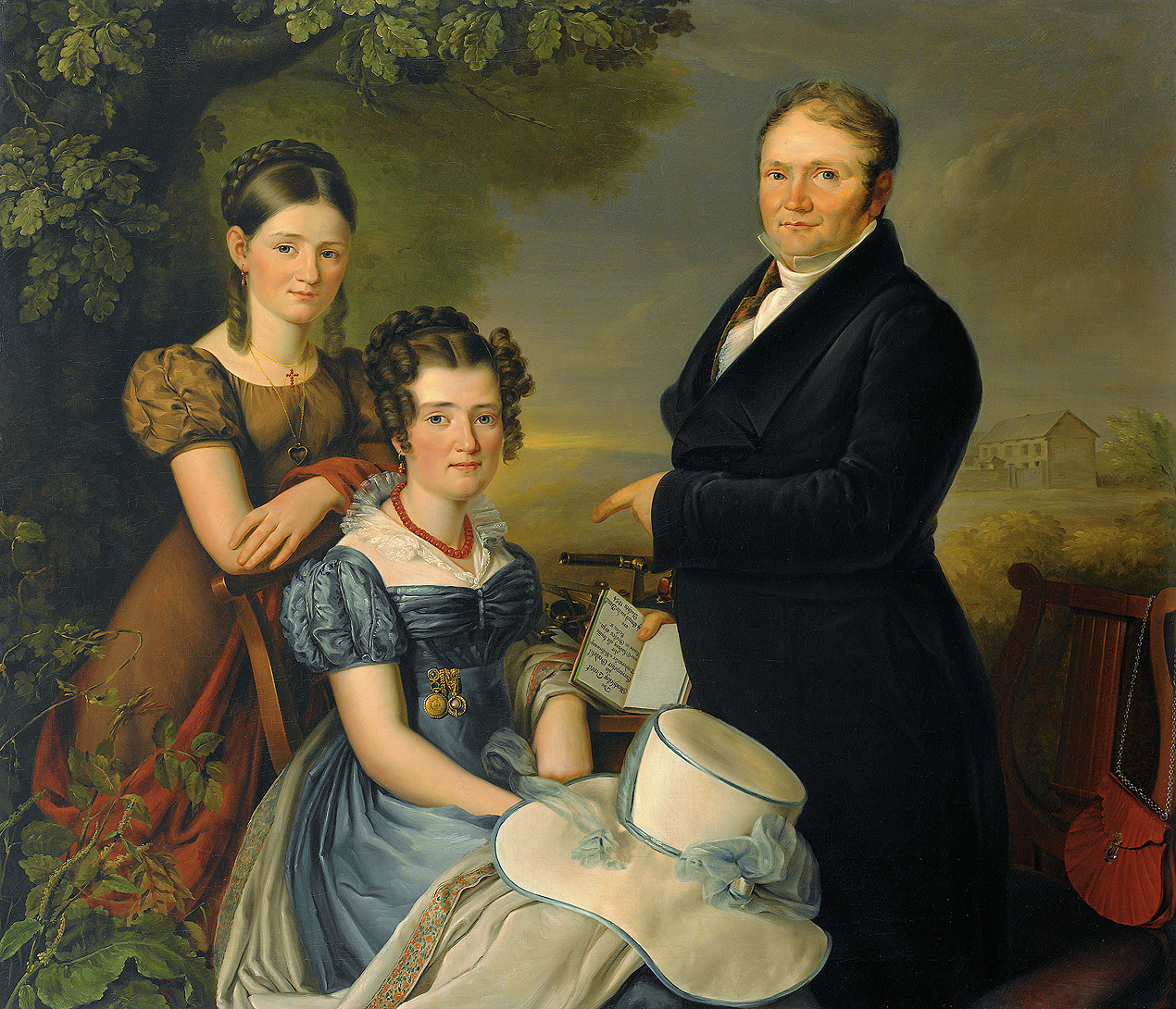
Jean Gerard Vonderbank
mit seiner Frau Catherina
und ihrer Tochter Josephine

Carl Adolf Mende (*  1807 in Leipzig; † 1857 in Achim (Landkreis Verden) an der Weser) war ein deutscher Kriegs- und Genremaler. 
Geboren als Sohn eines Kaufmanns, studierte er anfangs Rechtswissenschaften, aber nach dem Studienabschluss entschied er sich zum Beruf eines Kunstmalers. Er studierte an der Dresdner Kunstakademie, dann ab dem 15. Juli 1828 an der Königlichen Akademie der Künste in München. 
Nach dem Studium war er in München tätig und gehörte der Künstlerkolonie Frauenchiemsee an. Am Anfang der 1840er Jahre kam er nach Leipzig. Später unternahm er eine Reise nach Italien, wo er 1848 Schlachtenbilder vom Aufstand der Italiener gegen Österreich schuf. Um 1850 kam er aus Italien nach Basel, wo er u. a. das satirische Stillleben der Reichen  malte. Carl Adolf Mende ertrank unter ungeklärten Umständen in der Weser.